# Duke McKenzie
Duke McKenzie (Croydon, 5 maggio 1963) è un ex pugile britannico, campione del mondo IBF dei pesi mosca e WBO dei gallo e supergallo tra il 1988 e il 1993.

## Carriera
Esordisce come professionista nel novembre 1982, battendo alla Wembley Arena Charlie Brown per ko al secondo round. Dopo match interlocutori con avversari di mediocre spessore, il 5 giugno 1985 affronta il suo primo importante incontro per il vacante titolo britannico dei pesi mosca. Lo conquista battendo per ko al 4º round Danny Flynn alla Royal Albert Hall di Londra, in un combattimento in cui manda il rivale al tappeto ben sei volte.
Un anno più tardi difende il titolo per la prima volta, sconfiggendo ancora a Wembley Charlie Magri, per ko al 5º round. Con questo successo si aggiudica anche il titolo europeo, che era appunto in possesso del suo avversario. Conserva la cintura EBU dopo i match con Giampiero Pinna (battuto ai punti) e Agapito Gomez (ko al secondo round).
Nel 1988 abbandona la cintura europea per tentare la strada del mondiale. Ne ha la possibilità affrontando per i mosca IBF Rolando Bohol, che sconfigge per ko all'undicesima ripresa. Conserva il titolo con la vittoria successiva su Tony DeLuca, ma già nel 1989 perde la cintura a vantaggio di Dave McAuley, che lo batte ai punti.
Tenta la risalita e nel 1990 combatte contro Thierry Jacob per l'europeo dei pesi gallo, ma viene nuovamente battuto ai punti. Resta comunque nella categoria e l'anno successivo è campione mondiale WBO battendo Gaby Canizales ai punti all'Elephant & Castle Centre di Londra. Difende la cintura battendo Cesar Soto e Wilfredo Vargas, ma viene poi sconfitto nel 1992 dall'emergente Rafael Del Valle in un fulmineo ko al 1º round.
Sale ancora di categoria e cinque mesi più tardi combatte per il titolo di campione del mondo WBO dei supergallo, che conquista battendo ai punti Jesse Benavides. Lo perde però alla prima difesa, da Daniel Jiménez ai punti. Questo lo spinge a provare la strada dei pesi piuma, dove diviene subito campione britannico vincendo per ko al 4º round con John Davison. L'ascesa in questa categoria lo porta a una nuova chance mondiale WBO, che spreca però perdendo con Steve Robinson il 1º ottobre 1994 per ko9. Nell'incontro successivo fallisce anche l'assalto all'europeo, sconfitto ai punti dal francese Mehdi Labdouni.
Questo lo mette fuori dal giro dei grandi eventi, conducendo alla fine della sua carriera. Nell'ultimo match viene battuto da Santiago Rojas Alcantara per ko1 per il titolo intercontinentale WBU; dopo questa sconfitta annuncia il ritiro.
In totale in carriera ha un record di 39 vittorie (20 per ko) e 7 sconfitte.
Dopo il ritiro è stato commentatore di pugilato per BBC Radio 5 Live, ma dal 2005 svolge lo stesso lavoro per la Independent Television (ITV).